# 2018年德國大獎賽
2018年德國大獎賽（英語：2018 German Grand Prix），官方名稱為2018年一級方程式賽車阿聯酋航空德國大獎賽（德語：Formula 1 Emirates Grosser Preis von Deutschland 2018），是2018年7月22日舉辦於德國的一場一級方程式賽車賽事。比賽在霍肯海姆賽道進行，總計67圈。這是2018年世界一級方程式錦標賽的第11場分站賽事，繼2016年德國大獎賽後，時隔兩年再次於德國舉辦，不但為第78屆的德國大獎賽，同時也是自1950年併入世界錦標賽後第63屆。
德國地主車手賽巴斯蒂安·維特爾為車手積分領先者，領先第二名的路易斯·漢米爾頓8分，漢米爾頓同時是德國大獎賽的衛冕冠軍。車隊積分榜方面，第一名的法拉利車隊以20分的優勢排在地主車隊梅賽德斯車隊前面。
德國站後，漢米爾頓的冠軍，以及兩輛銀箭賽車的獲勝，讓梅賽德斯在車手及車隊積分榜上都超前成為第一。

## 賽事簡報

### 輪胎
| 乾地用胎 | 乾地用胎 | 乾地用胎 | 濕地用胎 | 濕地用胎 |
| -------- | -------- | -------- | -------- | -------- |
| 極軟胎   | 軟胎     | 中性胎   | 半雨胎   | 全雨胎   |

### 練習賽
週五的第一次自由練習，薩伯車隊的測試車手安東尼奧·焦維納齊取代马库斯·埃里克松進行練習；印度威力車隊也有其他車手在練習賽亮相，尼古拉斯·拉特菲使用埃斯特班·奧康的賽車以第十七名的成績結束練習。紅牛車隊擺脫兩個禮拜前在銀石賽道的頹勢，分居第一及第三位，丹尼爾·里卡多以1分13秒525的成績排名第一，不過僅以0.004秒的差距領先第二名的路易斯·漢米爾頓。里卡多也因為在本站更換多項動力套件，正賽確定將從最後排起跑。法拉利兩輛賽車位居第四及第六位，不過他們全程都是以軟胎測試。
第二次自由練習，另一位紅牛車手馬克斯·維斯塔潘站上頭位，成績是1分13秒085，兩輛梅賽德斯在二、三位，差距約在0.1秒內。第一次練習賽排名第一的丹尼爾·里卡多在此段練習並沒有追逐圈速，排名落在第十三位。
週六第三次自由練習，霍肯海姆當地因為雨勢不斷，除了尼可·賀根堡使用過半雨胎外，其餘車手全部用上了藍色的全雨胎，但實際做出成績的選手只有9名。本階段成績，由薩伯車隊拿下頭兩名，夏爾·勒克萊爾為圈速最佳的車手。

### 排位賽
揮別最後一段練習時的降雨，排位賽的天氣好轉很多。在排位賽第一階段的最後時刻，積分排行競爭者路易斯·漢米爾頓於第一彎偏離賽道，車子與路緣石摩擦下有彈跳的情形發生，隨後銀箭賽車慢了下來，漢米爾頓更是下車試圖將他的車子推動回維修區，但事與願違。事後，梅賽德斯車隊證實漢米爾頓在進彎前就有液壓故障的問題，才導致他的車子失控到賽道外。最終漢米爾頓雖晉級到第二階段，卻無法進行排位，正賽將從第十四位起跑。
第二階段，薩伯車手马库斯·埃里克松在第十三彎衝出賽道，當他將賽車開回賽道時，也帶上了許多碎石，賽會出示紅旗暫停排位，以便於清理賽道。在本階段，除了無法繼續進行排位的漢米爾頓，紅牛車隊的丹尼爾·里卡多並沒有參與本階段的測時。另外三位無法晉級到第三階段的車手為費爾南多·阿隆索、謝爾蓋·希洛金，以及引發紅旗的埃里克森。
最終階段，兩輛法拉利在前面的計時排在前兩名。最後的倒數衝刺，梅賽德斯的希望維爾特利·鮑達斯做出比原本的領先者賽巴斯蒂安·維特爾還要快的成績，不過維特爾在後面以1分11秒212的紀錄再優於賓士賽車，除了刷新賽道紀錄外，也在自家主場奪下了生涯第55個桿位。法拉利另一位選手奇米·雷克南為第三，第四名是紅牛車手馬克斯·維斯塔潘；同樣使用法拉利動力的哈斯車隊表現亮眼，將從第三排起跑，第四排則是雷諾車隊，第九與第十名分別是夏爾·勒克萊爾跟塞吉歐·培瑞茲。

### 正賽
週日賽前的天氣狀況良好，不過氣象預告指出降雨機率會有60%。67圈的德國大獎賽準時起跑，過程大致順利，沒有任何意外發生，第四位的馬克斯·維斯塔潘試圖挑戰前方的奇米·雷克南，不過嘗試未果。第14位起跑的路易斯·漢米爾頓成為比賽初期的焦點，第14圈時他就上升到了第5位。第15圈紅軍開始動作，雷克南進站換上黃胎，出站後就在漢米爾頓前面。雷克南換上黃胎後頻頻刷新圈速，到第26圈隊友賽巴斯蒂安·維特爾換胎出站後，芬蘭車手領先在德國地主選手的前方。第29圈，丹尼爾·里卡多因為失去動力，只能停在賽道旁的草地，成為德國站第一位出局的選手。
維特爾在雷克南的後方，前者向車隊抱怨他的狀況。第39圈時，法拉利下達車隊指示，讓維特爾超越取得領先位置。42圈結束時，路易斯·漢米爾頓進站做第一次的換胎，在天氣情況略顯尷尬之時，梅賽德斯車隊仍選擇換上紫色的乾地胎，在下一圈時，第六彎的髮夾彎出現明顯的雨勢，維斯塔潘、夏爾·勒克萊爾、費爾南多·阿隆索皆換上半雨胎，皮埃爾·蓋斯利更是換上全雨胎，不過雨勢並沒有擴大到整個賽道，使用濕地胎的效果不甚理想。第51圈，第二位的雷克南以及第三位的維爾特利·鮑達斯遇到慢車陣，賓士車隊的芬蘭選手藉著雷克南遇到阻擋偏離賽道時，超越自己的同胞，並上到了第二位。第52圈，本場最戲劇性的事件發生，領先的賽巴斯蒂安·維特爾在過彎時失去控制直接撞上護牆，這位地主選手最終只能抱憾出局，維特爾也表示：我不認為這是一個很大的失誤，但是影響卻是很巨大的，因為我們就這樣退賽了。」法拉利賽車的意外出局，也讓安全車出動，鮑達斯藉機進站，漢米爾頓一度要進站，卻又越過草皮駛回賽道，此舉動在賽後遭到調查。下一圈時，僅存的法拉利賽車也進站換胎，排名第一及第二位的變為地主車隊梅賽德斯，雷克南第三。
第58圈，恢復比賽狀態，第二名的鮑達斯對前方的隊友發動攻勢，隨後車隊指令下達賓士的芬蘭選手必須保持他的排名，攻勢因此作罷。最終，從第14位發車的漢米爾頓奇蹟的奪勝，兩位接受車隊指令的芬蘭選手為第二及第三名，雷諾車隊的地主選手尼可·賀根堡以第五名完賽。

### 賽後
路易斯·漢米爾頓在安全車時切入維修區又回到賽道上的舉動，在賽後遭到賽會調查，最終英國車手被記一隻訓誡，仍保住了他的勝利。FIA做出決定的三個因素是：該團隊承認了他們的錯誤以及當時他們對於是否進站的看法相當混亂、行為是發生在安全車期間，並且沒有任何競爭對手在旁的危險，再加上改變方向的舉動是安全的。因此調查結果，並沒有影響任何勝負。

## 賽事結果

### 排位賽成績
| 名次               | 車號 | 車手              | 車隊              | 排位賽時間 | 排位賽時間 | 排位賽時間 | 發車位 |
| 名次               | 車號 | 車手              | 車隊              | 第一階段   | 第二階段   | 第三階段   | 發車位 |
| ------------------ | ---- | ----------------- | ----------------- | ---------- | ---------- | ---------- | ------ |
| 1                  | 5    | 賽巴斯蒂安·維特爾 | 法拉利            | 1:12.538   | 1:12.505   | 1:11.212   | 1      |
| 2                  | 77   | 維爾特利·鮑達斯   | 梅賽德斯          | 1:12.962   | 1:12.152   | 1:11.416   | 2      |
| 3                  | 7    | 奇米·雷克南       | 法拉利            | 1:12.505   | 1:12.336   | 1:11.547   | 3      |
| 4                  | 33   | 馬克斯·維斯塔潘   | 紅牛-豪雅         | 1:13.127   | 1:12.188   | 1:11.822   | 4      |
| 5                  | 20   | 凱文·馬格努森     | 哈斯-法拉利       | 1:13.105   | 1:12.523   | 1:12.200   | 5      |
| 6                  | 8    | 羅曼·格羅斯讓     | 哈斯-法拉利       | 1:12.986   | 1:12.722   | 1:12.544   | 6      |
| 7                  | 27   | 尼可·賀根堡       | 雷諾              | 1:13.479   | 1:12.946   | 1:12.560   | 7      |
| 8                  | 55   | 小卡洛斯·塞恩斯   | 雷諾              | 1:13.324   | 1:13.032   | 1:12.692   | 8      |
| 9                  | 16   | 夏爾·勒克萊爾     | 薩伯-法拉利       | 1:13.077   | 1:12.995   | 1:12.717   | 9      |
| 10                 | 11   | 塞吉歐·培瑞茲     | 印度威力-梅賽德斯 | 1:13.427   | 1:13.072   | 1:12.774   | 10     |
| 11                 | 14   | 費爾南多·阿隆索   | 麥拉倫-雷諾       | 1:13.614   | 1:13.657   |            | 11     |
| 12                 | 14   | 謝爾蓋·希洛金     | 威廉斯-梅賽德斯   | 1:13.708   | 1:13.702   |            | 12     |
| 13                 | 9    | 马库斯·埃里克松   | 薩伯-法拉利       | 1:13.562   | 1:13.736   |            | 13     |
| 14                 | 44   | 路易斯·漢米爾頓   | 梅賽德斯          | 1:13.012   | 未做時間   |            | 14     |
| 15                 | 3    | 丹尼爾·里卡多     | 紅牛-豪雅         | 1:13.318   | 未做時間   |            | 191    |
| 16                 | 31   | 埃斯特班·奧康     | 印度威力-梅賽德斯 | 1:13.720   |            |            | 15     |
| 17                 | 10   | 皮埃爾·蓋斯利     | 紅牛二隊-本田     | 1:13.749   |            |            | 201    |
| 18                 | 28   | 布蘭登·哈特利     | 紅牛二隊-本田     | 1:14.045   |            |            | 16     |
| 19                 | 18   | 蘭斯·斯托爾       | 威廉斯-梅賽德斯   | 1:14.206   |            |            | 17     |
| 20                 | 2    | 斯托弗·范多恩     | 麥拉倫-雷諾       | 1:14.401   |            |            | 18     |
| 107%時間：1:17.580 |      |                   |                   |            |            |            |        |
| 來源：             |      |                   |                   |            |            |            |        |

註記：
- ^1  – 丹尼爾·里卡多和皮埃爾·蓋斯利因為更換多個動力單元元件，將從最後排起跑。[5][20]

### 正賽成績
| 名次   | 車號 | 車手              | 車隊              | 圈數 | 時間/退賽   | 發車位 | 積分 |
| ------ | ---- | ----------------- | ----------------- | ---- | ----------- | ------ | ---- |
| 1      | 44   | 路易斯·漢米爾頓   | 梅賽德斯          | 67   | 1:32:29.845 | 14     | 25   |
| 2      | 77   | 維爾特利·鮑達斯   | 梅賽德斯          | 67   | +4.535      | 2      | 18   |
| 3      | 7    | 奇米·雷克南       | 法拉利            | 67   | +6.732      | 3      | 15   |
| 4      | 33   | 馬克斯·維斯塔潘   | 紅牛-豪雅         | 67   | +7.654      | 4      | 12   |
| 5      | 27   | 尼可·賀根堡       | 雷諾              | 67   | +26.609     | 7      | 10   |
| 6      | 8    | 羅曼·格羅斯讓     | 哈斯-法拉利       | 67   | +28.871     | 6      | 8    |
| 7      | 11   | 塞吉歐·培瑞茲     | 印度威力-梅賽德斯 | 67   | +30.556     | 10     | 6    |
| 8      | 31   | 埃斯特班·奧康     | 印度威力-梅賽德斯 | 67   | +31.750     | 15     | 4    |
| 9      | 9    | 马库斯·埃里克松   | 薩伯-法拉利       | 67   | +32.362     | 13     | 2    |
| 10     | 28   | 布蘭登·哈特利     | 紅牛二隊-本田     | 67   | +34.197     | 16     | 1    |
| 11     | 20   | 凱文·馬格努森     | 哈斯-法拉利       | 67   | +34.919     | 5      |      |
| 12     | 55   | 小卡洛斯·塞恩斯   | 雷諾              | 67   | +43.0691    | 8      |      |
| 13     | 2    | 斯托弗·范多恩     | 麥拉倫-雷諾       | 67   | +46.617     | 18     |      |
| 14     | 10   | 皮埃爾·蓋斯利     | 紅牛二隊-本田     | 66   | +1圈        | 20     |      |
| 15     | 16   | 夏爾·勒克萊爾     | 薩伯-法拉利       | 66   | +1圈        | 9      |      |
| 162    | 14   | 費爾南多·阿隆索   | 麥拉倫-雷諾       | 65   | 變速箱      | 11     |      |
| Ret    | 18   | 蘭斯·斯托爾       | 威廉斯-梅賽德斯   | 53   | 剎車        | 17     |      |
| Ret    | 5    | 賽巴斯蒂安·維特爾 | 法拉利            | 51   | 事故        | 1      |      |
| Ret    | 14   | 謝爾蓋·希洛金     | 威廉斯-梅賽德斯   | 51   | 漏油        | 12     |      |
| Ret    | 3    | 丹尼爾·里卡多     | 紅牛-豪雅         | 27   | 動力        | 19     |      |
| 來源： |      |                   |                   |      |             |        |      |

註記：
- ^1  – 小卡洛斯·塞恩斯原本以第十名完賽，但在安全車狀態時超車，遭加罰十秒。
- ^2  – 費爾南多·阿隆索未完成賽事，但已完成90%的原定賽程，因此有排名。

### 賽後排名
|   | 名次 | 車手              | 積分 |
| - | ---- | ----------------- | ---- |
| 1 | 1    | 路易斯·漢米爾頓   | 188  |
| 1 | 2    | 賽巴斯蒂安·維特爾 | 171  |
|   | 3    | 奇米·雷克南       | 131  |
| 1 | 4    | 維爾特利·鮑達斯   | 122  |
| 1 | 5    | 丹尼爾·里卡多     | 106  |

|   | 名次 | 車隊              | 積分 |
| - | ---- | ----------------- | ---- |
| 1 | 1    | 梅賽德斯          | 310  |
| 1 | 2    | 法拉利            | 302  |
|   | 3    | 紅牛-豪雅         | 211  |
|   | 4    | 雷諾              | 80   |
| 1 | 5    | 印度威力-梅賽德斯 | 59   |

## 外部連結
| 上一場： 2018年英國大獎賽 | 2018年世界一级方程式锦标赛 | 下一場： 2018年匈牙利大獎賽 |
| 上一屆： 2016年德國大獎賽 | 德國大獎賽                 | 下一屆： 2019年德國大獎賽   |